# Easy Virtue (1928)
Easy Virtue is een Britse stomme film uit 1928, geregisseerd door Alfred Hitchcock. Het verhaal is losjes gebaseerd op het gelijknamige toneelstuk van Noël Coward, maar focust vooral op de thriller-aspecten van het verhaal. De hoofdrollen worden vertolkt door Isabel Jeans, Franklin Dyall en Eric Bransby. 
De film bevindt zich tegenwoordig in het publiek domein.

## Verhaal
Larita Filton, de protagonist van de film, is ongelukkig getrouwd met een dronken bruut genaamd Aubrey. Nadat hij haar betrapt met een kunstenaar die een schilderij van haar maakt, vraagt ze een echtscheiding aan. Dit ondanks het feit dat iedereen schande van haar zal spreken.
Verlost van Aubrey trekt Larita naar de Côte d'Azur, waar ze een rijke jongeman genaamd John Whittaker ontmoet. De twee trouwen. Ze vertelt hem niets over haar vorige huwelijk met Aubrey. Na het huwelijk gaan de twee naar Engeland zodat Johns familie Larita kan ontmoeten. Johns moeder vertrouwt Larita echter niet. Uiteindelijk komt haar verleden aan het licht, en is ze gedwongen te scheiden van John zodat hij kan trouwen met Sarah; een vrouw die zijn moeder als betere partner voor hem beschouwt.

## Rolverdeling
| Acteur                | Personage              |
| --------------------- | ---------------------- |
| Isabel Jeans          | Larita Filton          |
| Franklin Dyall        | Aubrey Filton          |
| Eric Bransby Williams | Claude Robson          |
| Ian Hunter            | raadsman eiser         |
| Robin Irvine          | John Whittaker         |
| Violet Farebrother    | Mrs. Whittaker         |
| Frank Elliott         | kolonel Whittaker      |
| Dacia Deane           | Marion Whittaker       |
| Dorothy Boyd          | Hilda Whittaker        |
| Enid Stamp Taylor     | Sarah                  |
| Benita Hume           | receptioniste telefoon |

Hitchcock heeft zelf een cameo in de film als een man met een wandelstok bij een tennisbaan.

## Achtergrond
Easy Virtue was Hitchcocks laatste opdracht voor Michael Balcon. De film was financieel geen succes. De film hanteert deels hetzelfde thema als Hitchcocks vorige film, Downhill, alleen zijn de rollen van de man en vrouw nu omgedraaid en kent het verhaal geen happy end.
Hitchcock experimenteerde in Easy Virtue met nieuwe cameratechnieken en ondertiteling. 